# Jenny d'Héricourt
Jenny d'Héricout, pseudonimo di Jeanne-Marie-Fabienne Poinsard (Besançon, 9 settembre 1809 – Saint-Ouen, 12 gennaio 1875), è stata una scrittrice e giornalista francese, tra le prime femministe francesi.

## Biografia
Nata a Besançon in una famiglia di artigiani protestanti e repubblicani, si trasferì a Parigi nel 1817 dove studiò da maestra e poi si diplomò in omeopatia e in ostetricia.
Sposata nel 1832, si separò dal marito nel 1836. Politicamente impegnata nel movimento socialista di Étienne Cabet, scrisse nel 1844 il romanzo di contenuto sociale Le Fils du réprouvé, pubblicato con lo pseudonimo di Félix Lamb, e nel 1848, durante la Rivoluzione repubblicana, fu segretaria della Société pour l'Émancipation des femmes.
Scrisse articoli ne «La Voix des femmes» e nella «Revue philosophique et religieuse», tradotti anche in italiano nel giornale «La ragione» di Ausonio Franchi, nei quali denunciò l'esclusione delle donne dalla politica, attaccando tanto le teorie, laiche e clericali, contrarie all'emancipazione femminile, quanto quelle sessiste di Proudhon, sostenitore della naturale inferiorità della donna rispetto all'uomo.
Ne La Femme affranchie, pubblicato nel 1860, riprese i temi dei suoi articoli, diretti ironicamente contro i «moderni innovatori». Il suo scopo era provare che la donna avesse gli stessi diritti dell'uomo, reclamando di conseguenza la sua emancipazione. Infatti, «nel matrimonio, la donna è una serva; rispetto all'istruzione nazionale, è una sacrificata; nel lavoro, è un'inferiore; civilmente, è una minore; politicamente, non esiste; è uguale all'uomo solo quando si tratta di essere punita e di pagare le tasse».
Nello stesso anno si trasferì negli Stati Uniti, dove il libro fu tradotto in inglese, e si unì al movimento femminista americano. All'instaurazione della Repubblica francese, rientrò in Francia, dove morì povera e sola nel 1875.

## Opere
- Le Fils du réprouvé, Paris, Pétion, 1844
- La Femme affranchie, réponse à MM. Michelet, Proudhon, É. de Girardin, Legouvé, Comte et autres novateurs modernes, Bruxelles, A. Lacroix, Van Meenen et C.ie, 1860